# Clasa experimentală CA (Africa de Sud)

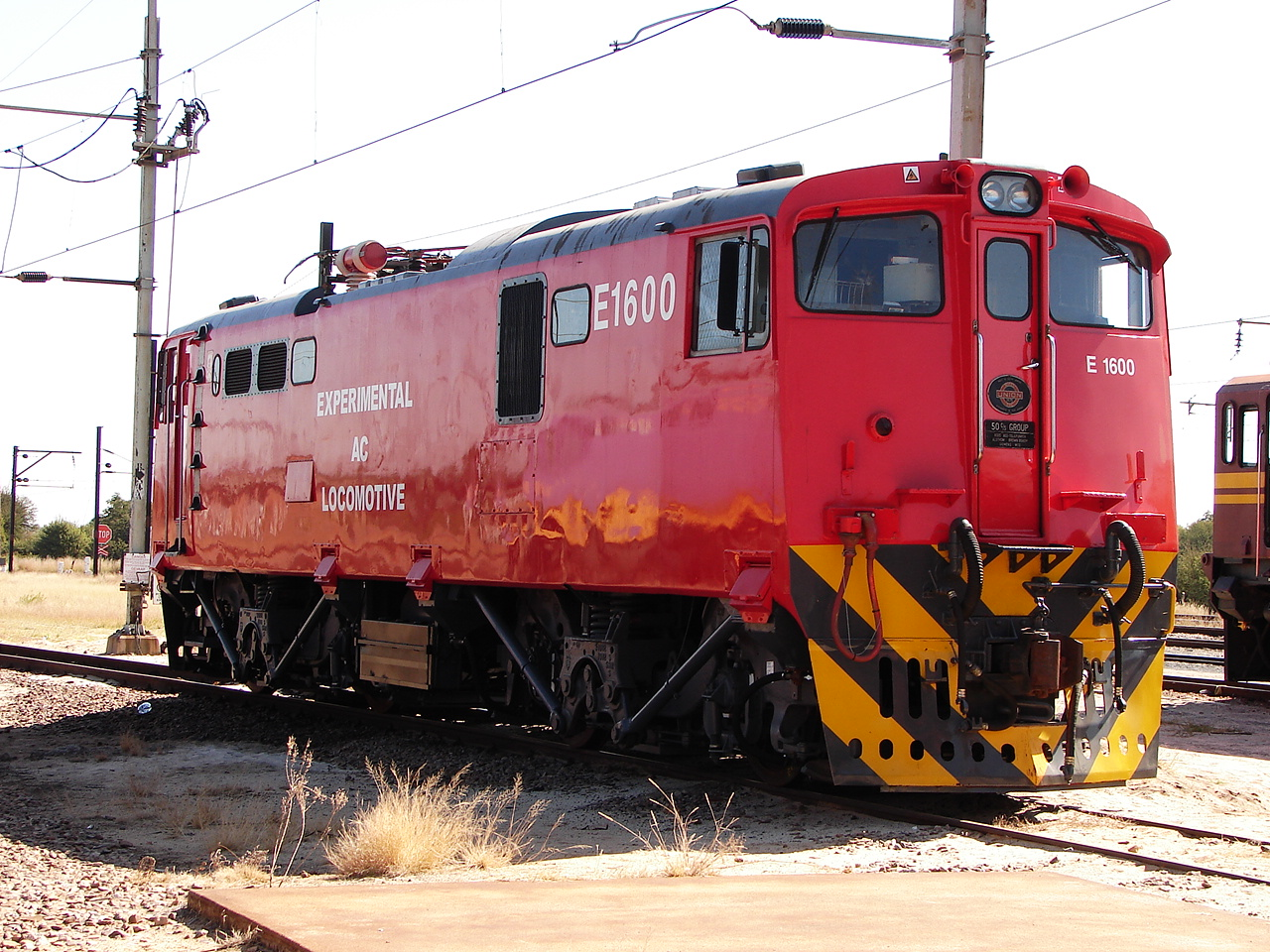
Prototipul, văzut aici în conservare, Pretoria, 7 mai 2013

Clasa experimentală CA Sudafricană este o locomotivă prototip produsă în 1978. 
Între 1974-1975, fabrica Union Carriage & Wagon a produs 100 de locomotive din Clasa 6E1, Seria 5, fiind alimentate cu 3kV în Curent Continuu, tensiunea electrica standard folosită de către locomotivele de atunci. În 1978, locomotiva E1600 a fost retrasa și folosită ca un "cobai" pentru a experimenta cu tensiunea de 25 kV, 50 Hz, Curent Alternativ. Reconstruirea a fost făcută cu ajutorul Uniunii de Tracțiune 50 Hz (formată din consortiumul de companii ACEC, AEG, Alsthom-MTE (Material de Tracțiune Electrică), Siemens, Brown Boveri, Cie.